# Anthony Thirlwall
Anthony Philip Thirlwall (21 de abril de 1941-8 de noviembre de 2023) fue un economista y académico británico, profesor de Economía Aplicada en la Universidad de Kent.

## Trayectoria
Thirlwall recibió su educación superior en las universidades de Leeds, Cambridge y Clark (EE. UU.). 
Prácticamente la totalidad de su carrera académica se ha desarrollado en la Universidad de Kent, a la que se incorporó como profesor en 1966, pero también ha trabajado como asesor económico del gobierno y ocupó varios puestos en la Universidad de Virginia Occidental (1967), la Universidad de Princeton (1971-1972), Universidad de Papúa Nueva Guinea (1974), la Universidad de Cambridge (1979, 1986), la Universidad de Melbourne (1981, 1988) y la Universidad La Trobe (1994).
Ha dado conferencias en el extranjero, incluyendo más recientemente el Instituto Politécnico Nacional en la Ciudad de México, lo que resultó en su libro «El crecimiento económico en una economía en desarrollo abierto: el papel de la estructura y la demanda».
Se ha destacado por haber sido el autor de la conocida como Ley de Thirlwall.
Falleció el 8 de noviembre de 2023 a los 82 años.

## Libros
- Inflation, Saving and Growth in Developing Economies, con Robert John Dixon (St. Martin's Press, 1974)
- Regional Growth and Unemployment in the United Kingdom (Macmillan, 1975)
- Financing Economic Development (Macmillan, 1976)
- Nicholas Kaldor (Harvester Wheatsheaf Press, 1987)
- Balance Of Payments Theory and the United Kingdom Experience, con Heather D. Gibson (Macmillan, 1992)
- Performance and Prospects of the Pacific Island Economies in the World Economy (University of Hawaii Press, 1992)
- Deindustrialization (Studies in Economics and Business), con Stephen Bazen (Heinemann, 1992)
- Economic Growth and the Balance-of-Payments Constraint, con John McCombie (Macmillan, 1994)
- Macroeconomic Issues from a Keynesian Perspective : Selected Essays of A.P. Thirlwall (Edward Elgar Publishing, 1997)
- The euro and 'regional' divergence in Europe (New Europe Research Trust, 2000)
- The Nature of Economic Growth: An Alternative Framework for Understanding the Performance of Nations (Edward Elgar Publishing, 2002)
- Growth and Development with Special Reference to Developing Economies (Palgrave Macmillan, 2002)
- Trade, the Balance of Payments and Exchange Rate Policy in Developing Countries (Edward Elgar Publishing, 2003)
- Essays on Balance of Payments Constrained Growth, con John McCombie (Routledge Press, 2004)
- Trade Liberalisation and The Poverty of Nations, con Penélope Pacheco-López (Edward Elgar Publishing, 2008)
- Economic Growth in an Open Developing Economy (Edward Elgar Publishing, 2013)
- Essays on Keynesian and Kaldorian Economics (Palgrave Macmillan, 2015)
- Economics of Development: Theory and Evidence, con Penélope Pacheco-López (Palgrave Macmillan, 2017)